# Aura an der Saale
Aura an der Saale è un comune tedesco di 895 abitanti, situato nel land della Baviera.